# Lukan von Säben

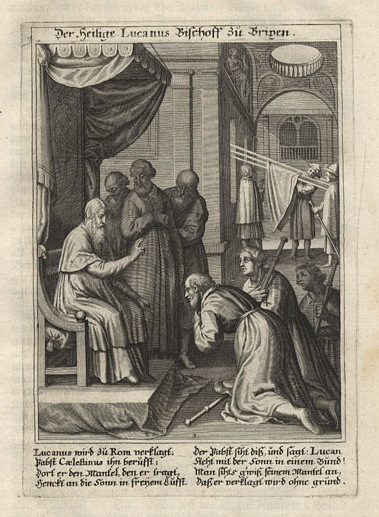
Lukan erhält kniend vor Papst Coelestin I. dessen Segen. Im Hintergrund hängt sein Mantel zum Trocknen auf dem Sonnenstrahl (Kupferstich, 1714).

Lukan von Säben (lateinisch Sankt Lucanus, italienisch San Lucano oder San Lugano; † 20. Juli) ist ein römisch-katholischer Heiliger aus dem 5. Jahrhundert.
Er wird als Bischof von Säben (Sabiona) bzw. fälschlich auch als Bischof von Brixen (heute zur Diözese Bozen-Brixen in Südtirol gehörig) bezeichnet.

## Legende
Außerhalb des engeren Gebietes seines ehemaligen Wirkens ist Lukan kaum bekannt. Vieles, was über ihn erzählt wird, ist der Legende zuzuordnen.
Danach war Lukan in der ersten Hälfte des 5. Jahrhunderts Bischof von Säben (oberhalb von Klausen); er wird allerdings in einer apokryphen Papsturkunde von angeblich 424 irrig als „Lucanus episcopus Brixinensis“ (Bischof von Brixen) bezeichnet, wobei Brixen erst seit dem späten 10. Jahrhundert anstelle Säbens Bischofssitz geworden war.
Gemäß dieser Urkunde erlaubte Lukan während einer Hungersnot in der vierzigtägigen Fastenzeit den Genuss von Milch, Butter und Käse in seinem Bistum. Seine Gegner verklagten ihn im Jahr 424 deswegen bei Papst Coelestin I., der ihn nach Rom bestellte. Trotz seines hohen Alters machte sich Lukan, begleitet von einem Diener, auf den Weg. Bei einer Rast im Wald, ließ er sein Pferd frei grasen und ein großer Bär riss das Pferd. Als Lukan dazu kam, befahl er dem Bären, im Namen Gottes das Pferd zu ersetzen und sein Reittier zu sein. Lukan legte ihm Sattel und Zaumzeug an, und der Bär trug ihn bis Rom.
Bei einer Zwischenstation in Spoleto kehrten sie bei einem Gastwirt ein, der Lukan erzählte, dass seine Ehefrau an der Wassersucht schwer erkrankt und bettlägerig sei. Lukan ließ sich zu ihr führen, kniete am Bett der Kranken nieder und betete zu Gott, sodass die Frau wieder gesund wurde.
Lukan zog mit seinem Diener weiter, und da er kein Geschenk für den Papst hatte, befahl er einem Schwarm Rebhühner, als Geschenk nach Rom zu fliegen. Als er in Rom vor den Papst trat, wollte er seinen vom Regen durchtränkten Mantel ablegen, aber in der Nähe war nichts, worauf er ihn hängen konnte. Da warf Lukan den Mantel auf einen Sonnenstrahl, der schräg durch das Fenster hereinfiel, und der Sonnenstrahl trug den Mantel wie ein Nagel oder eine Stange. Als der Papst sah, dass Lukan Gottes Gnade hatte, sprach er ihn von aller Schuld frei und ließ ihn gesegnet und reich beschenkt nach Hause zurückkehren.
Lukan wurde aber von seinen Gegnern aus Säben vertrieben und floh in das Tal von Agordo in der heute italienischen Provinz Belluno. Dort wurde er von einer Frau namens Avatia (die in der Kirche des Tales ebenfalls als Heilige verehrt wurde) mit Nahrung versorgt. Berühmt durch viele Wunder, verstarb er an einem 20. Juli. Seinen Kopf behielt man in Agordo, seinen Körper bestattete man in einem marmornen Sarg in der Kathedrale von Belluno.
Anfang des 16. Jahrhunderts wurde die Lebensbeschreibung Lukans von dem öffentlichen Notar in Belluno, Peter Paul von Diolaitis, ohne Quellenangabe zusammengetragen.

## Verehrung
Carl Pfaundlert berichtete in seinem im Jahr 1843 erschienenen Buch Heiliger Tyroler-Ehrenglanz oder Lebensgeschichten Heiliger, seliger, gottseliger, frommer und ausgezeichneter Tyroler über die Verehrung des Lukan sinngemäß wie folgt:
In Brixen wusste man bis zum Beginn des 17. Jahrhunderts nichts oder nur sehr wenig von Lukan. Die alten Verzeichnisse der Bischöfe und andere liturgische Bücher der Region nennen ihn nicht.
Erst nach 1621, und nachdem der Bischof Hieronymus Otto Agricola das Brevier von Brixen aus dem Jahr 1604 wiederholt hatte neu auflegen lassen, wurde Lukan zu den Patronen des Stifts Brixen gezählt und dort offiziell verehrt. Zuvor war er schon seit längerer Zeit in der Kirche von Belluno als Bischof von Säben verehrt worden.
Seine Verehrung steigerte sich, nachdem 1658 der Bischof von Brixen Anton von Crosini den Domherrn Johann Andreas von Rossi nach Belluno schickte, um einige Reliquien aus dem Grab für Brixen zu erhalten. Mit Bewilligung des Dogen und Hohen Rates von Venedig sowie dem Statthalter und der Ratsherren von Belluno erhielt von Rossi ein Schulterblatt und eine Rippe von Lukan. Am 3. Oktober 1658 kehrte von Rossi mit diesen Reliquien nach Brixen zurück, die zunächst in der Kapuziner-Kirche von Brixen abgelegt wurden. Am darauffolgenden Sonntag den 6. Oktober wurden die Reliquien feierlich im Brixner Dom beigesetzt. Nur für die Stadt Brixen, nicht für die Diözese, wurde der Gedenktag auf den 20. Juli festgelegt. Alljährlich wurden an diesem Tag die Reliquien öffentlich verehrt, auch manchmal in feierlichen Prozessionen mit den Reliquien anderer Stiftsheiligen.
Im Jahr 1814 wurde den Reliquien Lukans neue Behältnisse in der Form der Behältnisse der Bistumspatronen Ingenuin, Albuin und Hartmann gespendet.
Heute ruhen seine Gebeine in der Kathedrale der Stadt Belluno und teilweise auch in Brixen.

## Patronate

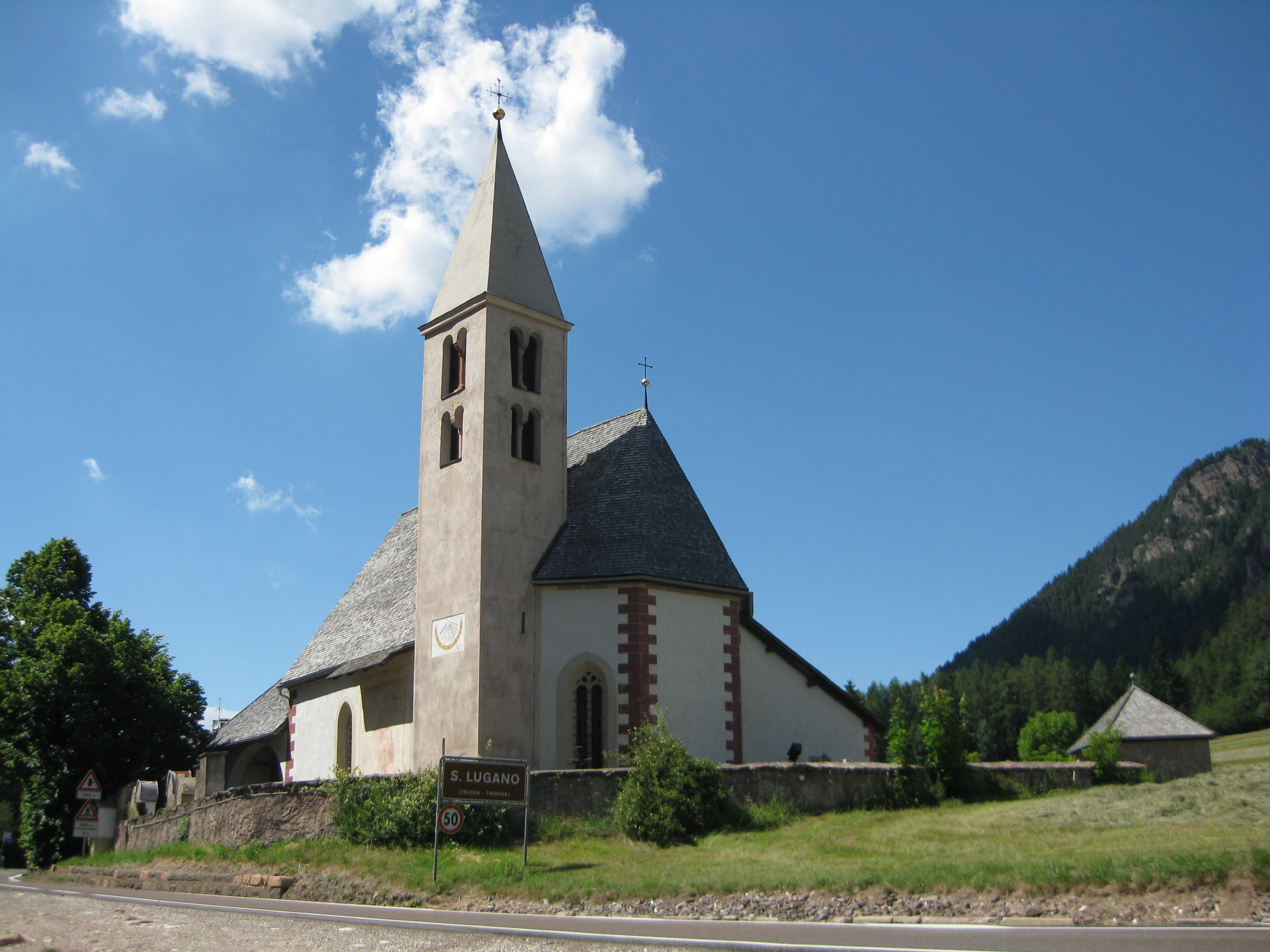
Pfarrkirche St. Lukan in San Lugano (zu Truden) in Südtirol

Lukan ist der Schutzpatron gegen die Wassersucht.
Der Ort San Lugano (zu Truden) in Südtirol ist nach ihm benannt; die dortige Pfarrkirche heißt St. Lukan. Auch im Bistum Belluno-Feltre sind mindestens zwei Kirchen dem Heiligen Lukan (San Lucano oder San Lugano) geweiht.
Auch der San-Lugano-Sattel, der Alpenpass vom Etschtal in das Fleimstal und ein Tal in der Nähe von Agordo tragen seinen Namen. Hier soll sich Lukan auf und nach seiner Flucht aufgehalten haben.

## Ikonografie
Dargestellt wird der Heilige mit Mitra und einem Regenmantel, den er zum Trocknen auf einen Sonnenstrahl hängt.
Daneben wird Lukan auch auf dem Bären reitend dargestellt, der zuvor sein Pferd gerissen hatte. Der Bär als Reittier findet sich allerdings auch in den Legenden der Heiligen Romedius und Korbinian (Korbiniansbär), deren Wirkungsbereiche geografisch sehr nahe liegen.

## Gedenktag
- 20. Juli[9] und 27. Juli[10][11]

## Sonstiges
Er ist nicht identisch mit dem gleichnamigen katholischen Heiligen St. Lucanus, dem Lukan (auch Lucian, Lucain, Lucien) von Loigny in Beauce (Frankreich). Dieser soll ebenfalls im 5. Jahrhundert gelebt haben und starb als Märtyrer durch Enthauptung (Namenstag: 30. Oktober). Dessen Reliquien werden in Paris (Kathedrale Notre-Dame) verehrt.
Der Name des bekannten Ortes Lugano im Tessin ist nicht vom Personennamen dieses Heiligen hergeleitet.